# Miletín
Miletín (en allemand : Miletin) est une ville du district de Jičín, dans la région de Hradec Králové, en République tchèque. Sa population s'élevait à 947 habitants en 2024.

## Géographie
Miletín se trouve à 10 km à l'ouest-sud-ouest de Dvůr Králové nad Labem, à 24 km à l'est-sud-est de Jičín, à 24 km au nord-nord-ouest de Hradec Králové et à 96 km à l’est-nord-est de Prague.
La commune est limitée par Borek et Úhlejov au nord, par Rohoznice à l'est et au sud-est, par Červená Třemešná au sud-ouest et à l'ouest, et par Tetín au nord-ouest.

## Histoire
La première mention écrite de la localité date de 1124.

## Administration
La commune se compose de deux sections :
- Miletín
- Trotinka

## Transports
Par la route, Miletín se trouve à 6 km de Hořice, à 27 km de Jičín, à 31 km de Hradec Králové et à 121 km de Prague. 